# Božidar Vučurević
Božidar Vučurević (Orašje Zubci, 14. listopada 1936.), bosanskohercegovački političar srpske nacionalnosti.
Prije prvih višestranačkih izbora u BiH bio je profesionalni vozač kamiona. Godine 1990. suosnovao je Srpsku demokratsku stranku i bio izabran za gradonačelnika Trebinja. Na toj je dužnosti imao važnu ulogu u Domovinskom ratu, s obzirom na to da je Trebinje bilo logistička baza snaga JNA koje su opsjedale Dubrovnik. Kasnije je bio jedan od osnivača SAO Hercegovine, koja je kasnije postala dio Republike Srpske. Za vrijeme bošnjačko-hrvatskog sukoba u Konjicu osigurao je nesmetan prolazak Hrvatima kroz istočnu Hercegovinu u zamjenu za cisterne nafte. Poznat je i po izjavi: "Ako bude trebalo, napravit ćemo još ljepši i stariji Dubrovnik." Godine 2011. uhićen je nakon prijelaza srbijanske granice s BiH temeljem međunarodne potjernice koju je izdala Hrvatska pod sumnjom za ratne zločine. 2013. bio je svjedok na suđenju Radovanu Karadžiću pred Haškim sudom. Tom prilikom izjavio je da su muslimani dobrovoljno napustili Trebinje i da rušenje džamija u tom gradu nije bilo podupirano od strane vlasti. Kazao je i da je katedrala u središtu Trebinja ostala netaknuta zato što nije srušena ni srpska pravoslavna crkva u Dubrovniku. Iznio je svoje mišljenje kako su u BiH ratovali Srbi: "poislamljeni Srbi, pokatoličeni Srbi i Srbi koji su ostali Srbi. "